# Grand Theft Auto: San Andreas
A Grand Theft Auto: San Andreas a Rockstar Games Grand Theft Auto videójáték-sorozatának hatodik, és harmadik teljesen 3D-s része. 2004. október 29-én jelent meg PlayStation 2 konzolra, 2005. június 7-én pedig kiadták Xbox-ra és PC-re is.
A története 1992-ben, a fiktív San Andreas államban játszódik, mely a valódi Kalifornia államon és Nevada állam egy részén alapul. Az előző részektől eltérően az államban három nagyváros található és a közöttük elterülő vidék: Los Santos, San Fierro és Las Venturas, melyek megfelelnek Los Angeles, San Francisco és Las Vegas játékbeli másainak.
A San Andreas először 2004. október 29-én jelent meg PlayStation 2 konzolra, majd 2005. június 10-én PC-re és Xbox-ra is.
A játékból mára több mint 12 millió darab kelt el. 2013 decemberében megjelent IOS-re és Androidra a játék, majd 2014 januárjában Windows Phone-ra is. 2021 novemberében jelent meg a remaster változata PS4/5, Xbox One/Series, Nintendo Switch és PC platformokra.

## A történet
Carl Johnson (CJ) öt éve Liberty Cityben él, ám kénytelen visszatérni régi otthonába, Los Santosba, amikor a bátyja, Sweet felhívja, hogy anyjuk meghalt egy ellenséges banda támadása során. Amint megérkezik, magukkal sodorják az események: meg kell küzdenie a bátyja neheztelésével, amiért testvérük halálakor elhagyta a várost, újra vissza kell térnie a bandába és a riválisok támadásainak kitéve árulók és haszonlesők játszmáit is túl kell élnie, hogy a közössége és saját maga is újra naggyá legyen, mert csak így maradhatnak fenn. 
San Andreas változatos vidékén és városain át a legrázósabb kalandok közben feltárul a bandák és az illegális autóversenyek világa, de a kaszinóbiznisz vagy a nemzetbiztonságot is érintő titkok sem maradnak rejtve Carl előtt, aki végül lehetőséget kap, hogy a családját és barátait fenyegető erőket visszaszorítsa és legyőzze az ellenségeit.

## Cselekmény

### Első fejezet
|  | Alább a cselekmény részletei következnek! |

Los Santos
CJ öt év után visszatér Los Santosba, de már a reptérről jövet korrupt rendőrök, tipikus egyenruhás bűnözők tartóztatják fel: hírét vették, hogy újra a városban van. Tenpenny, Pulaski és Hernandez egy néhány perccel azelőtt elkövetett rendőrgyilkossággal zsarolják meg a gyilkos fegyvert gúnyosan mutogatva és miután közlik vele, hogy mostantól a markukban van és ne nagyon akarja újra elhagyni a várost, még ki is teszik az ellenséges banda területén, mondván hogy ha nem bandázni jött vissza, úgysem lesz baja.
A rázós érkezés után a Grove Street-i szülői házban CJ összefut régi cimborájával, Big Smoke-kal, akivel ezután CJ anyjának temetésére indulnak. Ott újra találkozik a bátyjával, Sweettel, aki neheztel rá, mert testvérük, Brian halálakor inkább elhagyta a várost, de ott van Kendl is, a nővére, aki szeretettel fogadja. A temetés után a testvérek, Big Smoke és a régi cimbora Ryder éppen hazaindulnának, amikor a rivális gang, a Ballas tagjai egy autóból többször rálőnek a fiúkra, de ők végül elmenekülnek előlük. CJ úgy érzi, kötelessége maradni és a valaha befolyásos, a közösség tagjait védő Grove Street Families soraiba visszatérni, habár tudja hogy ez nem lesz egyszerű.
CJ-nek a bátyja által kapott küldetéseket néha egyedül kell végrehajtania, de Big Smoke és Ryder oldalán is jónéhány balhéban vesz részt, miközben keményen edz és a fegyverekkel is újra kezd jól bánni. A banda lassanként erőre kap, nemsokára harcok indulnak a területekért és a bandát demoralizáló crack terjedése ellen is: a banda egyik kiugrott tagjával, B-Duppal és a dílereivel is meggyűlik a Grove Street-i fiúk baja, miközben a nővér, Kendl egy mexikói sráccal, Cesarral jár, akit a fiúk eleinte ellenkezve fogadnak, de igazi barátnak és harcostársnak bizonyul. Még Cesar kérésére egy utcai rallyn is indul, ami jó összeggel kecsegtet neki.
A piti ügyekért lecsukott Jeffrey éppen szabadul: a rácsok mögött gyaníthatóan szexuális "kalandokba" is bonyolódott tehetségtelen rapper leghőbb vágya, hogy OG Loc néven sztár lehessen. A bandahűségre meg a haverságra hivatkozva megkéri CJ-t, hogy lopjon egy partibuszt hangszerekkel tele, segítsen neki megszerezni a gengszterrapper-ikon, Madd Dogg rímkönyvét a szövegeivel, sőt iktassa ki annak a menedzserét is, aki szerinte lehúzza őt a kritikáival és miatta nem jut lehetőséghez, mindezt egy bulihoz, ahol maga OG Loc énekel rettenetesen közben a bulit egy bandatámadás zavarja meg – eközben a korrupt, ügyeskedő zsaruk is jelentkeznek néhány életveszélyes megbízással, például felgyújtják a Vagos egyik házát, és kiiktatunk egy Ballasokkal üzletelő orosz fegyverkereskedőt.
A Grove kezd megint igazán nagypályás banda lenni, Sweet újra tisztelni és becsülni kezdi CJ-t, ahogy a banda többi tagja is. Lehetőséget látnak arra, hogy a Ballas vezetőire komoly csapást mérjenek, meg is szervezik a támadást, de nem sokkal indulás előtt Cesar elhívja CJ-t, hogy valami fontosat mutasson neki. A megadott helyen meglátja a barátait, Big Smoke-ot és Rydert a korrupt Tenpennyék és Ballas-tagok társaságában, egy garázsnál, amiben egy zöld Sabre áll – olyan kupé, amilyet annál a támadásnál láttak, amikor az anyja meghalt. CJ ráébred, hogy az állítólagos barátai árulók és Sweetet tőrbe csalhatták, azonnal a bátyja után siet, de már egy véres, elkeseredett tűzharc közepén találja. Éppenhogy megússzák élve, Sweet súlyosan meg is sérül, végül a rendőrség nagy erőkkel pillanatok alatt bekeríti őket és nincs menekvés.

### Második fejezet
Red County, Flint County, Whetstone
CJ vidéken találja magát, Tenpenny és Pulaski karmaiban. Sweet életben maradt, a rabkórházban várja a tárgyalását. Tenpenny kedélyesen közli CJ-vel, hogy örüljön a szerencséjének, mostantól csak nekik dolgozik, segíthet nekik "harcolni a bűn ellen" és mindjárt megbízást is ad neki egy ellene és a társai ellen vallani akaró védett tanú elhallgattatására.
Big Smoke és Ryder titokban nagyszabású drogüzletben lettek érdekeltek a korrupt Tenpennyékkel együtt: az árulásuk megnyitotta a Ballas terítőinek a piacot, a Grove Street Families és Cesar bandája, a Varrios Los Aztecas is összeomlott, a területeket a Ballas és a másik nagy latino banda, a Los Santos Vagos felosztotta egymás között, az életben maradt tagok bújkálni kényszerülnek. CJ telefonon eléri Cesart: a lelkére köti, hogy vigyázzon Kendl-re és minél gyorsabban hagyják el Los Santost, Cesar pedig egy Red Countyban élő unokatestvéréhez irányítja őt Dilimoreba.
Tenpenny üzlettárs-féléje, The Truth felhívja CJ-t, akinek CJ ellop egy kombájnt, de felkeresi Cesar unokatestvérét is, akiről kiderül, hogy Catalinának hívják és nő létére kőkemény pszichopata, viszont tud néhány lehetőséget a boldogulásra. Catalina terve, hogy végigrabolja Red Countryt, amit CJ-vel szövetkezve végrehajt, mindeközben össze is jönnek, habár a kapcsolatuk nem lesz éppen kiegyensúlyozott, sőt CJ-re nézve nem is teljesen veszélytelen, Catalina rettenetes, lobbanékony természetéből adódóan.
Cesar hívására CJ egy illegális rallyn is indul, ami jó pénzzel vagy az ellenfél autójának megszerzésével (pink slip) kecsegtet. A futamokat szervező üzletember, Wu Zi Mu – vagy ahogy mindenki hívja, Woozie – barátságosan üdvözli, miután megnyeri a versenyt és névjegykártyát ad neki arra az esetre, ha CJ San Fierro-ban járna. Megjelenik a folyton féltékenykedő Catalina is egy szótlan fickó társaságában, akit az új barátjának nevez és kihívóan méregeti CJ-t hogy féltékeny-e Claudera (érdekesség, hogy ő Claude Speed, a később játszódó GTA III-ból), aki szintén indul a versenyen. CJ megnyeri a futamot, erre Catalina egy San Fierro-i garázs tulajdonjogáról szóló papírt ad Claude nevében pénz és autó helyett, ami nagyon nem tetszik CJ-nek, de legalább lezárhatja a kapcsolatot a kiszámíthatatlan, balhés nővel, ezért belemegy az alkuba.
Miután elég pénz összegyűjtött, CJ elmegy Truth farmjára, hogy együtt San Fierro-ba induljanak, de előtte kénytelenek felgyújtani az öreg jókora kannabiszültetvényét, mert razziát kapnak a nyakukba egy zsaruhelikopterrel, amit a végén CJ kénytelen rakétával leszedni és a hatalmas kenderfüsttől kissé szédelegve érnek a városba Truth-tal.
San Fierro
A Catalina/Claude által adott papírhoz tartozó címen egy lerobbant garázs- és műhelyépületet találnak, a csalódott és dühös CJ-t az időközben megérkező Cesar és Kendl biztosítják arról, hogy mindig mellette állnak és Truth városbéli ismerőseivel (Jethro és Dwayne szerelők és az elektronikai zseni Zero) közös autó- és műhelybizniszbe fognak, ami egy idő után kezd egész jól beindulni.
CJ-t elkeseríti, hogy a bátyja börtönbe jutott, miközben a rádióban a tehetségtelen OG Loc pozőrködik Big Smoke-kal, mint menedzserrel. Cesar segítségével megpróbálják feltérképezni Big Smoke drogbizniszét, ami miatt áruló lett. Egy füles alapján kifigyelnek egy kisvárosi találkozót, amin részt vesz az áruló Ryder és néhány ismeretlen. Le is fényképezik a résztvevőket, hogy kiderítsék, kik a nagykereskedők.
Időközben Tenpenny-ék egy tanú és az őt kikérdező riporter meggyilkolásával bízzák meg CJ-t, illetve egy San Fierro-i nyomozó besározásával (drogot raknak a kocsijába) tereljük el a gyanút a korrupt rendőrcsapatról.
CJ felkeresi Woozie-t, aki jóbarátként üdvözli, de szinte azonnal egy húzós szituációba kerülnek: Woozie a helyi kínai maffia (Mountain Cloud Boys) vezetője és a vietnámiak egyre nagyobb fenyegetést jelentenek a triádokra. CJ kívülálló barátként eredményesen tud neki segíteni, Woozie pedig felajánlja a triádok erőforrásait, hogy támogassa CJ-t, a segítségével ki is derítik, hogy Big Smoke bizniszéhez egy három ember által alakított csoport, a Loco (őrült) Szindikátus biztosítja a drogszállítmányokat: az első tag egy üzletember, akiről nemigen lehet tudni, a második T-Bone Mendez, aki a San Fierro Rifa banda egyik vezetője és ő adja a szervezet erejét, a harmadik pedig Jizzy B, aki a város legnagyobb lányfuttatója és bordélytulajdonosa – őt megkörnyékezve és az alkalmazásába kerülve CJ a Szindikátus lapjaiba is belelát egy idő után.
Az ismeretlen üzletember, Mike Toreno és a Szindikátus szállítmányai nem minden probléma nélkül érkeznek a városba (vietnámi támadások) és a finomító-elosztóba jutást is CJ-nek mint beépített embernek kell védenie, de végül küszöbön áll egy találkozó a vevő Big Smoke emberei és a nagykereskedő Szindikátus között. CJ és Cesar a triádok által segítve készül az ügylet és mindkét csoport szétverésére, de találkozó helyéről és idejéről tudomást kell szerezni valahogy, ezért CJ rátör Jizzyre a klubban, elszabadulnak a golyók és a menekülő strici nem menekülhet a halál elől, a telefonja üzenetei közt pedig megtalálják, amit keresnek.
CJ, Cesar és a triádok emberei a 69-es mólóhoz sietnek és a találkozót biztosító fegyvereseket kilövik a tetőn a vezetők jövetele előtt, de Toreno helikopteres érkezésével nem számolnak: a halottak feltűnőek fentről, a helikopter hirtelen irányt vált és elrepül. A találkozó meghiúsulására ráébredő Ballas és Rifa tagokon ekkor rajtaüt a csapat és végeznek velük, legvégül az elkeseredetten küzdő T-Bone-nal. Az áruló Ryder is menekülne, de ő is holtan végzi az öböl vizében. Woozie infót kap, hogy Toreno helikoptere a belvárosban leszállt és csomagokat rakodnak bele. CJ odasiet, de a helikopter felszáll, ezért a platformot vigyázó fegyvereseket elintézi, magához vesz egy otthagyott rakétavetőt és motorral üldözni kezdi. Az autópályán elévágva sikerül megállnia, céloznia és tüzelnie: a helikopter lángolva darabokra szakad. Majd egy bombával felszerelt autó segítségével a droglabort is elpusztítjuk.

### Harmadik fejezet
A játék harmadik fejezete a sivatagban és Las Venturasban játszódik.
CJ egy ismeretlen hívást kap a Las Venturas melletti sivatagból,Tierra Robadaból. Mikor odamegy, meglepő személybe botlik: a halottnak hitt Mike Torenóba. A férfi elmondja, hogy azért nem halt meg, mert egy titkosügynök, és egy "hasonmása" ült a felrobbant helikopteren. Mike megígéri, szabadon engedi Sweetet, ha cserébe CJ elvégez neki néhány feladatot. Például megóv egy fontos csomagot,illetve megvásárol egy elhagyatott repteret, megtanul repülni, és számos repülős küldetést teljesít, később pedig Truth bízza meg különböző feladatokkal,hogy lopjon el a 69-es körzetből egy jetpacket,és egy vonatról egy zöld folyadékot, amiből Truth ki tujda mit csinál. Woozie is újra felbukkan CJ életében, és meglepő dologgal áll elő: ki akar rabolni egy Las Venturasban található kaszinót, ami ellenséges számára. CJ ezután segít a kaszinórablás előkészítésében. (Többek között lenyúl a seregtől egy teherhordó-helikoptert, és egy páncélautót is, és egy Millie nevű, a kaszinóban dolgozó felszolgálólány bizalmába férkőzik azért, hogy odaadja neki a mágneskártyáját, amivel át lehet jutni néhány ajtón), időközben CJ a helyi olasz maffiának is segít ügyleteik elrendezésében, és a bizalmukba férkőzik. Végül sikerül a rablás, Zero és a Triádok segítségével. A rablás után Salvatore Leone halálosan megfenyegeti.de CJ fittyet hány rá.
Ezután Tenpenny ad neki újabb missziókat. Egy alkalommal Frank egy elhagyatott, sivatagi helyre hívatja CJ-t, hogy az átadjon neki egy ellopott rendőrségi aktát,és vigye le egy sivatagi faluba. Csakhogy Carl szemtanúja lesz, amint Pulaski és Frank megtudja, hogy Hernandez társuk besúgó. Tempenny megöli Hernandezt, majd miután Tenpenny elhagyja a helyszínt, Pulaski kényszeríti Carlt, hogy ásson egy kétszemélyes sírt (magának és Hernandeznek). Csakhogy CJ egy óvatlan pillanatban a rendőrre támad, akit ezután egy rövid üldözés után meg is öl.
Mindezek mellett a depresszióba esett Madd Dogg életét is megmenti, és még a házát is visszafoglalja a Triádok segítségével. Majd Toreno utasítására ellop egy vadászgépet és öt kémhajót elpusztít,azonban a kockázat miatt Cj berág Torenora.

### Negyedik fejezet
A játék negyedik fejezete Los Santos-ban játszódik.
CJ visszatér Los Santosba. Toreno ígérete alapján Sweetet kiengedik a börtönből, és visszafoglalják a Grove Streetet, viszont a testvérpár viszonya ismét feszült. CJ segít az immár barátnak tekinthető Madd Doggnak ráijeszteni a korábban tőle dalszövegeket lopó OG Locra, és Madd Dogg kinevezi menendzsernek.
A Grove Street-i fiúk elhatározzák, hogy végleg megsemmisítik a Ballas és a Vagos bandát, a tisztogatásban Carl is részt vesz. A harcok közben Sweet és CJ megtudják, hogy a Grove Street egyik vezetője, B-Dup és annak hű barátja, Big Bear átállt a Ballasokhoz, betörnek a házába, majd elbeszélgetnek velük. Végül megkegyelmeznek B-Dupnak, Big Beart pedig visszaveszik a bandába. A háborúkat a Grove Street nyeri.
Időközben letartóztatják Tempennyt tettei kiderültével, de mindenki felháborodására felmentik, és a városban anarchikus állapotok uralkodnak el. Ezután CJ és Cesar visszafoglalják a Varios Los Aztecas Területeit.
A hatalmi átrendeződés után Sweet megtudja, hol rejtőzik Big Smoke, így CJ-vel felkeresik. Míg öccse parancsára Sweet az autóban marad, CJ betör a búvóhelyre, egy droglaborba. Lemészárolva az őröket, hosszas lövöldözés után megöli az áruló Smoke-ot. Csakhogy Tenpenny jelenik meg sörétes puskával a kezében, és elrabolja Carl elől Smoke pénzét, majd felgyújtja az épületet. CJ az utolsó pillanatban jut ki, ám meglepő látvány fogadja odakinn: Tenpenny és néhány rendőr egy tűzoltóautóval kezd el menekülni, létráján Sweettel. Carl üldözőbe veszi őket, majd segít bátyjának átugorni az ő autójába. Csakhogy rendőrautók és Vagosok veszik üldözőbe őket, és a tűzoltóautóból is tüzet nyitnak rájuk. Hosszas üldözések után végül Tenpenny elveszíti uralmát járműve felett, így a tűzoltóautó egy hídról egyenesen a Grove Streetre zuhan. A balesetben Tenpenny halálra zúzza magát.
A történet végén a városban újra visszaáll a rend, és a Grove Street bandája veszi át a hatalmat…
|  | Itt a vége a cselekmény részletezésének! |

## Városok
A játék három városa:
- Los Santos: A játék első szigete. Egy tipikus üdülőváros, ami nagy vonalakban Los Angelesre emlékeztet. Az utcáin bandaháború dúl, az egész játékban itt a legmagasabb a bűnözés. A városrészei: Los Santos belváros, Mullholland csomópont, Sunrise, Gazdagnegyed, Piac, Rodeo, Kelet Los Santos, Gettó, Idlewood, Willowfield, Óceán-dokkok és a Los Santos Nemzetközi Reptér.
- San Fierro: A játék második szigete. San Andreas kereskedelmi, repülési és hajózási központja, ami San Francisco játékbeli mása. Sok felhőkarcoló és hivatal található itt. Emellett ez a játék legkisebb városa is.
- Las Venturas: A játék harmadik szigete. A kaszinók, a hotelek és a gazdagok városa (tehát mondhatni Las Vegas alternatívája), ami a sivatag kellős közepén helyezkedik el. Itt nincsenek bandák és bűnözés se nagyon, amíg CJ meg nem érkezett oda. A város főutcája zsúfolásig van kaszinókkal, hotelekkel és drága üzletekkel. A város neve a fejlesztés során sokat változott, néhány képen "LG" fedezhető fel, a második változat pedig Las Venturra volt.

A játékban kisebb falvak is találhatók, amik a nagyvárosok közötti vidéken helyezkednek el. Név szerint: Blueberry, Angel Pine, Las Colinas, Whetstone, El Quebrados, Las Payadas, Back O' Beyond, Shady Creeks, Palomino Creek és Leafy Hallow.
- Törölt Sziget: Mike Toreno tanyáján található egy térkép, amin felfedezhető néhány eltérés, például hogy nincs "Bayside", hanem helyette egy kicsit távolabb egy sziget, ami az Alcatrazhoz hasonló lett volna, de a fejlesztés során kivették és berakták helyette a Bayside-ot. Ez már a játék fejlesztése legvégén történt.

## Bandák
A játékban előforduló bandák:
- Grove Street Families: Los Santos egyik bandája, amit Sweet és Carl irányít. Három családból áll. A Grove Street Families aminek a területe a Gettó, a Seville Boulvard Families, aminek a területe a Playa Del Seville, és a Temple Drive Families aminek a területe a Temple, Market, Mullholland Intersekció. Ruhájuk színe zöld, legfőbb fegyverük az UZI és a pisztoly. A banda főbb tagjai: Sean "Sweet" Johnson, Carl Johnson, Melvin "Big Smoke" Harris (áruló), Lance "Ryder" Wilson (áruló), Barry „Big Bear” Thorne és Mark „B-Dup” Wayne (áruló).

Terület: Los Santos: Gettó, Playa Del Seville, Temple, Santa Maria Part majd Glen Park és Idlewood
Érdekesség: Eredetileg a Grove Street Familyt Orange Grove Familynek hívták, és a megjelenés előtt lett belőle Grove Street Family. (Néhány graffiti még mindig OGF-et vagyis Orange Grove Family-t ábrázol.)
- Ballas: Los Santos egyik bandája, a Grove Street legfőbb ellensége. Két családból áll. A Front Yard Balla-ból aminek a területe az Idlewood, és a Rollin' High Ballas Country aminek a területe a Keleti Los Santos, Jefferson, Los Flores. Ruhájuk színe lila, legfőbb fegyverük az UZI,

kés és a pisztoly. Legfőbb tagok: Mark „B-Dup” Wayne, Melvin "Big Smoke" Harris, Lance "Ryder" Wilson. Vezető: Kane Tagok: Kicsi Menyét.
Terület: Los Santos: Kelet Los Santos, Idlewood, Glen Park, Verona Part, Willowfiled és Jefferson.
- Los Santos Vagos: Los Santos egyik bandája, a Grove Street egyik ellensége. Ruhájuk színe sárga (csak fejpánt), legfőbb fegyverük az UZI, kés és a pisztoly. Vezető: Big Poppa Tagok: Freddy

Terület: Los Santos: Los Flores, Las Colinas, Keleti Part.
- Varrios Los Aztecas: Los Santos mexikói bandája, a Ballas és a Vagos ellensége, szövetségben állnak a Grove Street-tel. Ruhájuk színe türkiz (csak fejpánt), legfőbb fegyverük az UZI, kés és a pisztoly. Legfőbb tagok: Cesar Vialpando, Gal, Hazer, Sunny, Jose.

Terület: Los Santos: Kis Mexikó, El Corona, Verdant Bluffs,Unity Állomás és a Commerce.
- San Fierro Rifa: San Fierro egyik bandája, a los santosi mexikói bandák (Varrios Los Aztecas, Los Santos Vagos) ellensége (bár a játék során drogügyleteket kötnek a Vagos-szal). Ruhájuk színe türkiz (csak fejpánt), ezért könnyen összekeverhetők az Aztecas-szal. Fegyverük nincs. Pénzük alig, ez is a drogból származik. Legfőbb tag: T-Bone Mendez, a bandavezér a játékban meghal.

Terület: San Fierro: Doherty, King, Garcia és Battery Point.
- Triádok(Mountain Cloud Boys): San Fierro egyik bandája, a vietnámiak legfőbb ellensége. Ruhájuk színe fekete, legfőbb fegyverük az AK-47, UZI és pisztoly. Legfőbb tagok: Wu Zi Mu, Ran Fa Li, Su Xi Mu, Little Lion, Ah Ah Kung és Guppy.

Terület: San Fierro: Kínai Negyed és Calton Magaslat. Las Venturas: Négy Sárkány Kaszinó.
- Da Nang Tang Fiúk: San Fierro egyik bandája, a Triádok legfőbb ellensége. Ruhájuk színe változó, legfőbb fegyverük az UZI, kés és a pisztoly. Legfőbb tag: Snakehead.

Terület: San Fierro: Északi Sugárút, Keleti Sugárút és Easter Basin.
- Leone Család: Egy olasz maffiacsalád Liberty Cityből. Vezére Salvatore Leone. Terület: Las Venturas: Caligula Kaszinó. A Sindacco Család és a Forelli Család ellensége.
- Forelli Család: Szintén egy olasz maffia bűnszervezet Liberty Cityből. Marco Forelli, Sonny Forelli testvére a banda vezetője, de Carl megöli őt a Marco Bistróban, LIberty Cityben. A Leone Család és a Sindacco Család riválisa.
- Sindacco Család: Ez is egy olasz maffiacsalád Las Venturasból. Vezére Johnny Sindacco (csak másodlagos) aki a húsüzemben meghal szívrohamban. A Leone Család és a Forelli Család riválisa.

Terület: Las Venturas: Caligula Kaszinó, Sindacco vágóhíd, Sindacco műanyaggyár.
- Orosz Mafiák: Csak 3 küldetésen láthatjuk őket, Smoke üzletelni akart velük de balul sült el (az utolsó küldetésen már szövetségesek), szövetségben állnak a Ballas bandával.
- Seville Boulvard Families:A Grove Street egyik barátságos bandája,ám a játék folyamán ellenük fordulnak.Egyszer rátámadnak Sweet-re de Carl megakadályozza. A családegyesítés című küldetésben Sweet újra egyesíti őket, a Temple Drive Familiessel együtt. Terület: Los Santos: Playa Del Seville, Willowfield, Keleti Part és az Óceáni-Dokkok. Fegyver:UZI,Pisztoly.
- Temple Drive Families: :A Grove Street egyik barátságos bandája,ám a játék folyamán ellenük fordulnak. A családegyesítés című küldetésben Sweet újra egyesíti őket, a Seville Boulvard Familiessel együtt.

Terület: Los Santos: Temple, Market, Mullholland Interszekció, Vinewood.
Crack Deallers: Los Santos egyik drogos bandája, a Grove Street ellensége. Ruhájuk sötét barna atléta vagy fehér kapucnis pulcsi.
Vezető:Mark '''B-dup''' Wayne
Terület: Los Santos: Crack Den,Idlewood,Keleti Los Santos,Jefferson,Glen Park.
C.R.A.S.H.: San Andreas gengszterellenes rendőrsége.
Vezető: Frank Tenpenny
Tagok:Eddie Pulaski, Jimmy Hernandez
Legfőbb terület:Pershing Tér.
Fegyver:UZI,Pisztoly,Sörétes Puska.

## Szereplők
- Carl "CJ" Johnson A játék főszereplője. 5 évvel ezelőtt (1987) bandájával, a Grove Streettel küzdött Los Santos bandái ellen, ám a háborúk során öccsét, Briant ismeretlen körülmények között hagyta meghalni, ő pedig Liberty Citybe menekült. 1992-ben, öt évvel a történtek után visszatér Los Santos városába, mivel anyját valakik meggyilkolták. Mikor megtudja, hogy anyja gyilkossága hátterében bandák, rendőrök és még barátok is vannak, bosszúhadjáratba kezd. Végül hosszú utat bejárva a Grove Street-tel megnyeri a bandaháborút, és Los Santos "királya" lesz.
- Sean "Sweet" Johnson A Grove Street banda tagja, Carl bátyja. Többször is bajba keveredik a történet során, amikből általában Carl húzza ki. Egyszer egy rajtaütés során súlyosan megsérül és elkapják a rendőrök. Később Toreno elintézi a szabadlábra helyezését. Ezek után már Big Smoke-ot keresik. A játék végén CJ-nek segít a Grove Street család irányításában.
- Melvin "Big Smoke" Harris: A Grove Street tagja, Carl régi barátja. Testes teremtmény, aki többször megeszi a kaját barátai elől. Életében nagy szerepet játszanak a könyvek és a drog. Többször kér segítséget Carltól, ám a történet végén kiderül, hogy elárulta a bandát és Carl anyjának gyilkosságában is szerepet játszott. Miután lecseng a bandaháború, CJ és Sweet a nyomára akad, és Carl, egy hadseregnyi Ballas-tagon átvergődve magát a nyomára akad, és végez vele.
- Lance "Ryder" Wilson: A Grove Street tagja, CJ régi barátja. Látszólag bandája szolgálatában áll, de valójában CJ anyjának meggyilkolásában játszott közre. Egyszer San Fierróban találkozóra ment T-Bone-hoz, ám rájuk bukkant Cesar Vialpando, és CJ-vel karöltve végeztek vele.
- Kendl Johnson: CJ és Sweet egyetlen lánytestvére. Később Cesar Vialpando barátnője aztán felesége.
- Cesar Vialpando: Kendl barátja. Mexikói származása miatt CJ és Sweet nem nézik jó szemmel a kapcsolatukat, ám később megbarátkoznak Cesarral, aki ezután a segítségükre lesz. Több fontos információt szolgáltat CJ-nek az ellenséges bandákkal, és az árulókkal kapcsolatban. Neki is köszönhető a Grove Street diadala.
- Catalina Vialpando: Cesar unokatestvére, akit CJ egy bárban ismer meg. A harcias természetű hölgy és Carl között futó kaland alakul ki. A lány ezután pénzért küldetéseket ajánl neki. Később Claude-dal lelép Liberty City-be.
- Frank Tenpenny: San Andreas egyik korrupt rendőrtisztje, egy gengszterellenes csapat vezetője. Többször megfenyegeti CJ-t, majd küldetésekkel bízza meg, amik többsége Tenpenny lebukásának elkerülésére szolgálnak.
- Eddie Pulaski: Tenpenny korrupt társa.
- Jimmy Hernandez: Tenpenny és Pulaski társa, aki valójában besúgó.
- Jeffrey "OG Loc" Martin: A Grove Street régi barátja, nagyszájú, tehetségtelen rapper.
- Madd Dogg: Egy gazdag és sikeres rapper, akitől OG Loc kérésére Carl ellopja a dalszövegeit és megöli a menedzserét. Madd Dogg ezért ivásba kezd, majd Las Venturas-ban öngyilkosságra készül, amit Carl megakadályoz. Ettől kezdve Carl lesz a menedzsere.
- Wu Zi Mu "Woozie": A Mountain Cloud Boys Triádok vezetője, akit Carl egy illegális autóversenyen ismer meg. Később megszerzi a Four Dragons Casino-t (Négy Sárkány kaszinó).
- Zero: Truth számítógépzseni ismerőse. A hobbija egyben a foglalkozása is: egy RC játékokkal foglalkozó boltot üzemeltet, amit Carl vesz meg. Ősi ellensége egy Berkley nevű ember, akit Carl segítségével egy RC versenyen ver meg. Később a Caligula kaszinó kirablásában segédkezik.
- Ran Fa Li: A Red Gecko Tong Triádok vezetője. Később Woozie és Carl szerződést kötnek és hárman lesznek kaszinótulajdonosok.
- Su Xi Mu: Ran Fa Li jobb keze, aki lefordítja mit morog a főnöke.
- Claude Speed: A GTA 3 néma főhőse, Catalina szerelme, aki autóversenyekkel keresi a pénzét.
- Truth: Tenpenny hippi ismerőse. Vidéken van egy tanyája, ahol marihuanát termesztett, míg rá nem találtak a rendőrök, így Carllal San Fierróba menekült. Truth kérésére a 'Black Project' nevű küldetésben meg kell szerezni számára a Jetpack-et.
- Jeffrey "OG Loc": Egy idióta ember akinek semmi rap tudása sincsen, de híres rapper akar lenni. Erről szól a "Madd Dogg's Rhymes" című küldetés amiben el kell lopni Mad Dogg rímgyűjteményét Loc-nak.
- Jizzy B: San Fierro legnagyobb stricije, a Pleasure Domes Club tulajdonosa.
- T-Bone Mendez: Jizzy egyik üzlettársa, a San Fierro Rifa banda egyik vezetője, drogban utazik.
- Mike Toreno: Titkosügynök, akinek kapcsolatai vannak Jizzyvel, T-Bone-nal, Ryderrel és Smoke-kal. Ő az egyetlen, aki ki tudja szabadítani Sweetet, ezért Carl segít neki.
- Barry „Big Bear” Thorne: A Grove Street egyik régi, hűséges tagja. A drog azonban B-Dup szolgájává tette. Később visszaállt a Grove-hoz.
- Mark „B-Dup” Wayne: A Grove Street banda afféle kiugrott tagja, drograbszolgaságban tartja a régi bandatag Big Beart és lepaktál a Ballassal.
- Kígyófej: a San Fierróban tevékenykedő vietnámi banda vezetője.
- Emmet: A Seville Boulvard tagja, Los Santos egyik fegyverkereskedője.
- Brian Johnson: Carl fiatalon elhunyt öccse.
- Beverly Johnson: Carl, Sweet, Kendl és Brian elhunyt anyjuk.
- Old Reece: Egy öreg Los Santos-i fodrász, a Grove Street régi ismerőse.
- Freddy: A Vagos tagja, OG LOC ellensége. Amikor OG LOC-ot szabadon engedték Carl-lal rábukkantak és végeztek vele.
- Big Poppa: Fontos Los Santos Vagos-tag, strici és drogkereskedő. Carl segít Madd Dogg-nak visszaszerezni tőle a házát és a Triádok segítségével végez vele, sok emberével együtt.
- Little Wiesel: Régen a Grove Street tagja volt, de valamilyen ok miatt átállt a Ballas-hoz, de Carl megöli őt.
- Kane: A Ballas egyik vezetője. Kicsi Menyét (Little Wiesel) temetésén Carl, Sweet és a banda rajtaütnek és több Ballas-taggal együtt elintézik.
- Salvatore Leone: A Leone család vezetője, Carl korábbi megbizójának Joey Leone-nak az apja.
- Johnny Sindacco: A Sindacco család másodlagos vezetője, megállapodást akart kötni Salvatore-vál, később a Triádok elkapták őt kaszinó rongalásért és Carl-nak sikerűt kiszedni belőle hogy kinek dolgozik. Később Carl-nak el kellett mennie érte a kórházba és elvinni őt a vágóhídra, de mikor újra összefututt Carllal, szívrohamot kapott és meghalt.
- Marco Forelli: A Forelli család új vezetője, miután testvére Sonny meghalt. Salvatore Leone megbízásából Carl először egy bérgyilkos különítményén üt rajta egy repülőgépen, majd Liberty Citybe utazva a Forelli-klánt is elintézi a St. Mark's Bistro-ban.
- Ken Rosenberg: A Las Venturast egymás között felosztó három maffiacsalád megállapodása értelmében afféle semleges intézőember: folyamatosan attól fél, hogy Salvatore Leone felrúgja a megállapodást és totális uralomra tör, ami valószínűleg az ő halálával is járna. Bizonytalan és kokainfüggő, Carl segít neki és a barátainak, ami jó alkalom arra, hogy a kaszinórablást is előkészítse.
- Kent Paul: Rosenberg ismerőse.
- Maccer: Paul partnere.

## Rádióállomások
A GTA San Andreas-ban 11 rádióadó van 20 külön DJ-vel. Rádiót csak akkor lehet hallgatni, amikor valami földi, vízi vagy légi járműbe szállunk (kivétel ez alól a bicikli). Az adóknak különféle stílusuk és műsorvezetőjük van.
- WCTR: Egy beszélgetős rádió, amin hírek és talkshow-k mennek.
- Master Sounds 98.3: Ezen a rádión a soul legnagyobb slágerei, groove és klasszikus funkdalok mennek. A DJ-je Johnny "The Love Giant" Parkinson.
- Playback FM: Itt hamisítatlan hiphop megy minden mennyiségben. A DJ Forth Right MC.
- Bounce FM: A funkzene otthona, amit The Funktipus vezet.
- K-DST: Klasszikus rock- és rock n' roll adó Tommy "The Nightmare" Smith-szel, kinek hangját a Guns N’ Roses énekese, Axl Rose kölcsönzi.
- K-Jah West Radio: Itt dancehall-, reggae- és clubzene megy, emellett ez az egyetlen rádió, aminek két műsorvezetője van: Marshall Peters és Johnny Lawton.
- CSR 103.9: Egy modern soul adó. A DJ Philipp "PM" Michaels.
- Radio X: A modern rock adója, a DJ-je Sage.
- K-Rose: Itt countryt és westernt adnak. A DJ Mary-Beth Maybell.
- Radio Los Santos: A nyugati part hiphop rádiója. Julio G vezeti.
- SF-UR: A house zene adója, a DJ Hans Oberlander.